# Grand Trunk Road

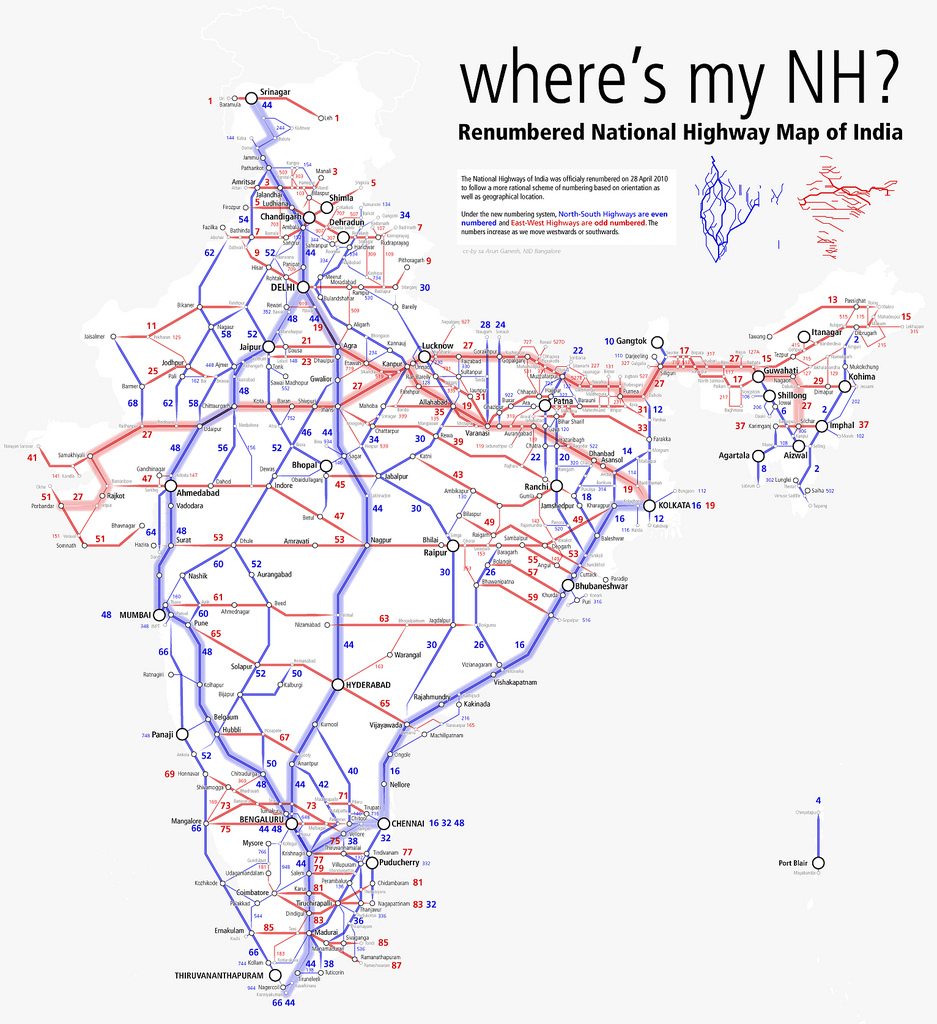
In India, la GT Road coincide con le autostrade NH 19 e NH 44

La Grand Trunk Road è una delle più antiche e lunghe strade principali dell'Asia.
Per più di due millenni essa ha collegato l'Asia meridionale con quella centrale. Essa va da Chittagong, in Bangladesh a ovest verso Howrah, nel Bengala Occidentale, in India, quindi attraverso l'India settentrionale per Delhi, passando da Amritsar. Di là, la strada continua verso Lahore e Peshawar, in Pakistan, terminando finalmente a Kabul, in Afghanistan.
La strada, che si sviluppa lungo la Grand Trunk (GT) Road, esisteva già durante il regno di Chandragupta Maurya, estendendosi dal delta del Gange fino alla frontiera nord-ovest dell'impero. La strada che predecette la moderna strada venne ricostruita da Sher Shah Suri, che rinnovò ed estese l'antica strada mauriana nel XVI secolo.
La strada fu considerevolmente ammodernata nel periodo britannico tra il 1833 e il 1860.
Essa coincide con le seguenti strade:
- in Bangladesh: N1 (da Chittagong a Dacca), N4 e N405 (da Dacca a Sirajganj), N5 (da Sirajganj a Natore) e N6 (da Natore a Rajshahi, verso Purnia in India);
- in India: NH 12 (da Rajshahi a Purnia), NH 27 (da Purnia a Patna), NH 19 (da Patna ad Agra), NH 44 (da Agra a Jalandhar via New Delhi, Sonipat, Ambala e Ludhiana) e NH 3 (da Jalandhar ad Attari, Amritsar verso Lahore, in Pakistan);
- in Pakistan: N-5 (da Lahore, Gujranwala, Gujrat, Jhelum, Rawalpindi, Peshawar e il Passo Khyber verso Jalalabad in Afghanistan);
- in Afghanistan: AH1 (da Torkham-Jalalabad a Kabul).

## Storia

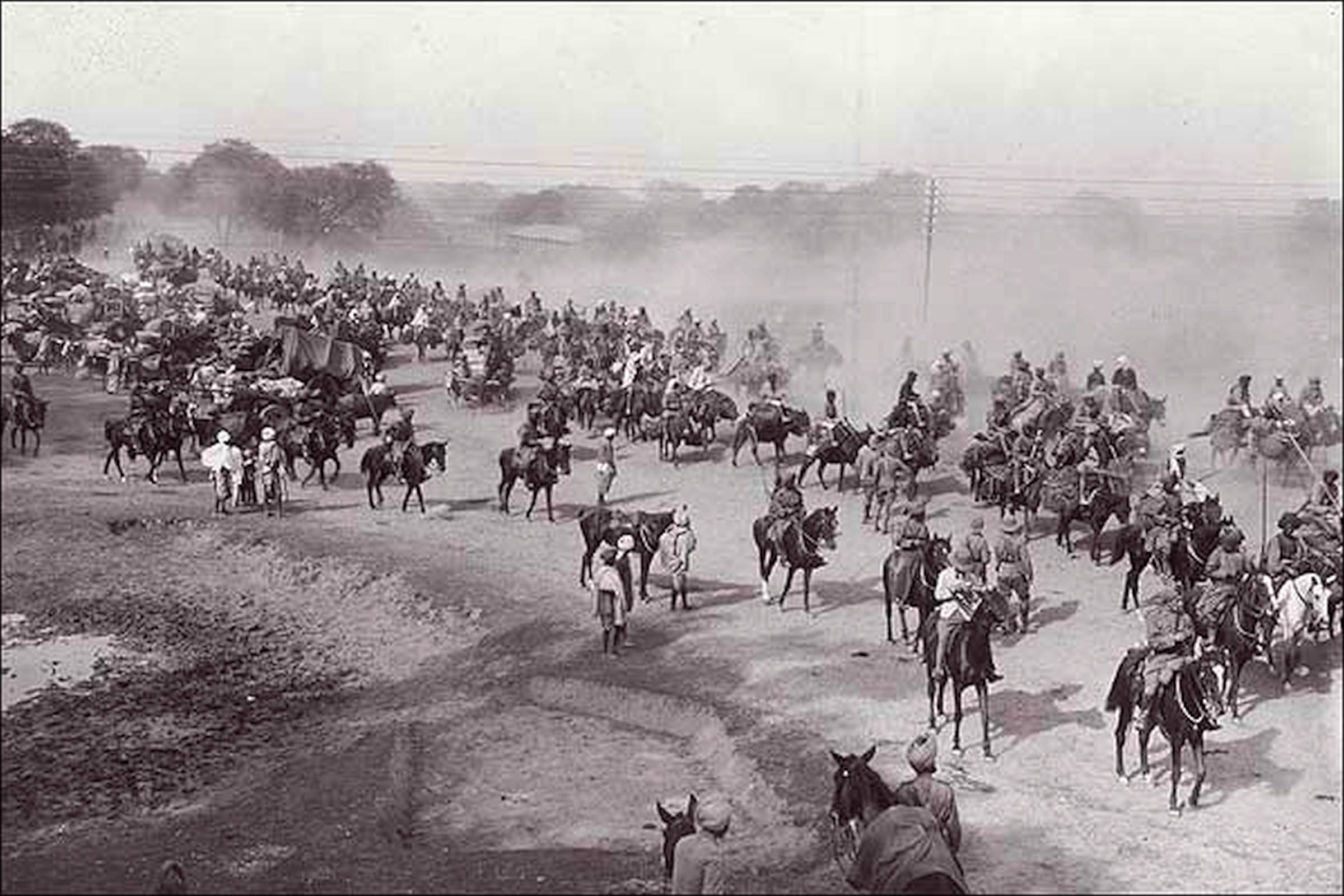
Una scena dall'acquartieramento Ambala durante l'Impero anglo-indiano.

Le ricerche effettuate indicano che la Grand Trunk Road esisteva già al momento della nascita di Budda ed era chiamata Uttara Path, cioè "strada verso nord". Salman Rashid attribuisce la costruzione della strada a Chandragupta Maurya. Durante l'impero Maurya, nel III secolo a.C., i commerci internazionali tra l'India e molti paesi dell'Asia occidentale e del mondo ellenistico avvenivano attraverso le città del nord-ovest, prevalentemente a Taxila (oggi in Pakistan). Taxila era ben collegata da strade con altre parti dell'impero mauriano. I mauriani avevano mantenuto questa molto antica strada principale da Taxila a Pataliputra (oggi Patna, in India). Chandragupta Maurya aveva un intero esercito che sovrintendeva alla manutenzione di questa strada, come descritto dal diplomatico greco Megastene, che visse quindici anni alla corte di Maurya. Costruita in otto stadi, si dice che la strada abbia collegato le città di Purushapura, Taxila, Hastinapur, Kannauj, Prayag, Pataliputra e Tamralipta, per una distanza di circa 2600 chilometri.

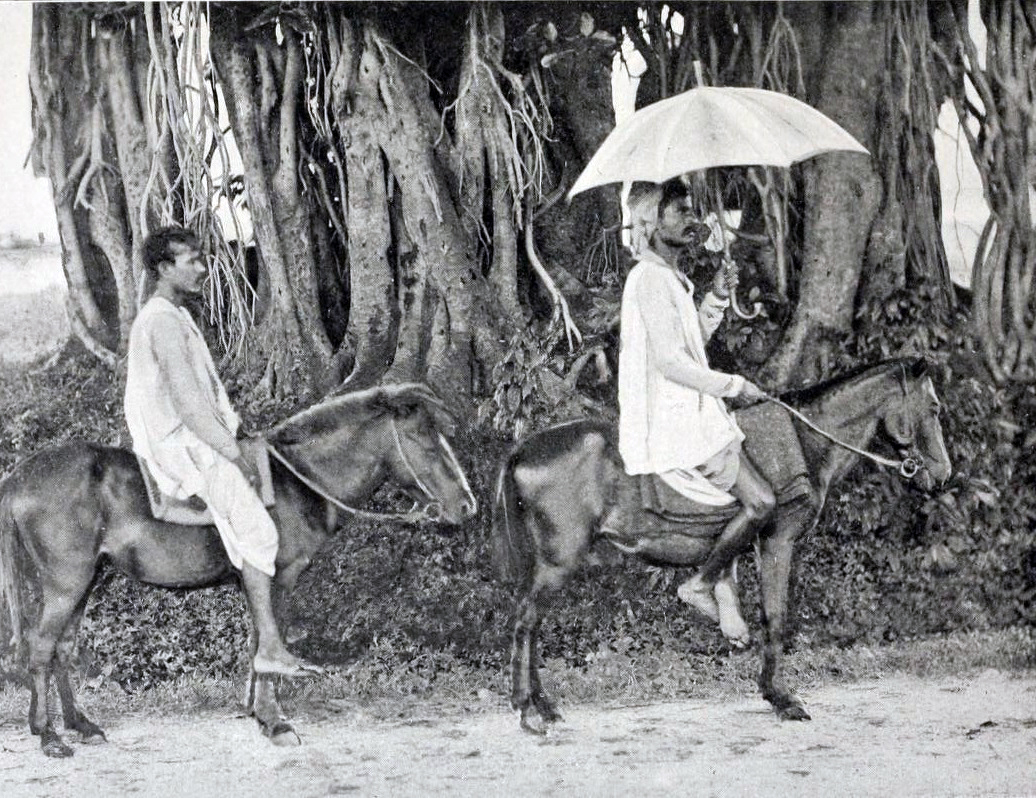
Viaggiatori sulla Grand Trunk Road a cavallo di pony (ca. 1910)

Sher Shah rimane in ogni caso la sola persona citata come il costruttore del tratto completo della GT Road, cui ci si riferiva come Shah Rah e Azam (in Urdu شاہراہ اعظم o "la Grande Strada"). Durante il suo regno furono eretti caravanserragli e piantati alberi lungo l'intero tratto, da entrambi i lati della strada, per fornire ombra ai viaggiatori. Furono scavati pozzi, specialmente lungo il tratto di Taxila. I Mughul successivamente estesero la strada verso est fino a Chittagong e verso ovest fino a Kabul e chiamarono la strada come Sarak e Azam (in lingua urdu سڑک اعظم) significante "La Grande Strada".
Negli anni 1830 la Compagnia britannica delle Indie orientali diede inizio a un programma di costruzione di una strada pavimentata, sia a scopi commerciali che amministrativi. La Grand Trunk Road da Calcutta a Peshawar (oggi in Pakistan), passando per Delhi, fu ricostruita al costo di 1000 sterline al miglio, e furono fondati un Dipartimento dei Lavori Pubblici e l'Indian Institute of Technology Roorkee per addestrare e impiegare ispettori locali, ingegneri e supervisori per realizzare, e in futuro manutenere, quella e altre opere stradali..
Nel corso dei secoli la strada fu una delle maggiori rotte commerciali nella regione e facilitò sia i viaggi che le comunicazioni postali. Fin dai tempi di
La Grand Trunk Road è ancor oggi in uso per I trasporti su strada in India, parti della strada sono state allargate e incluse nel sistema autostradale nazionale, mantenendo il vecchio nome.

## Letteratura
La Grand Trunk Road è citata in numerose opere letterarie tra cui quelle di Rudyard Kipling. Kipling ha descritto la strada come:
(Descrizione della strada da parte di Kipling, trovata nelle sue lettere (vedi: the novel Kim.))

## Galleria d'immagini

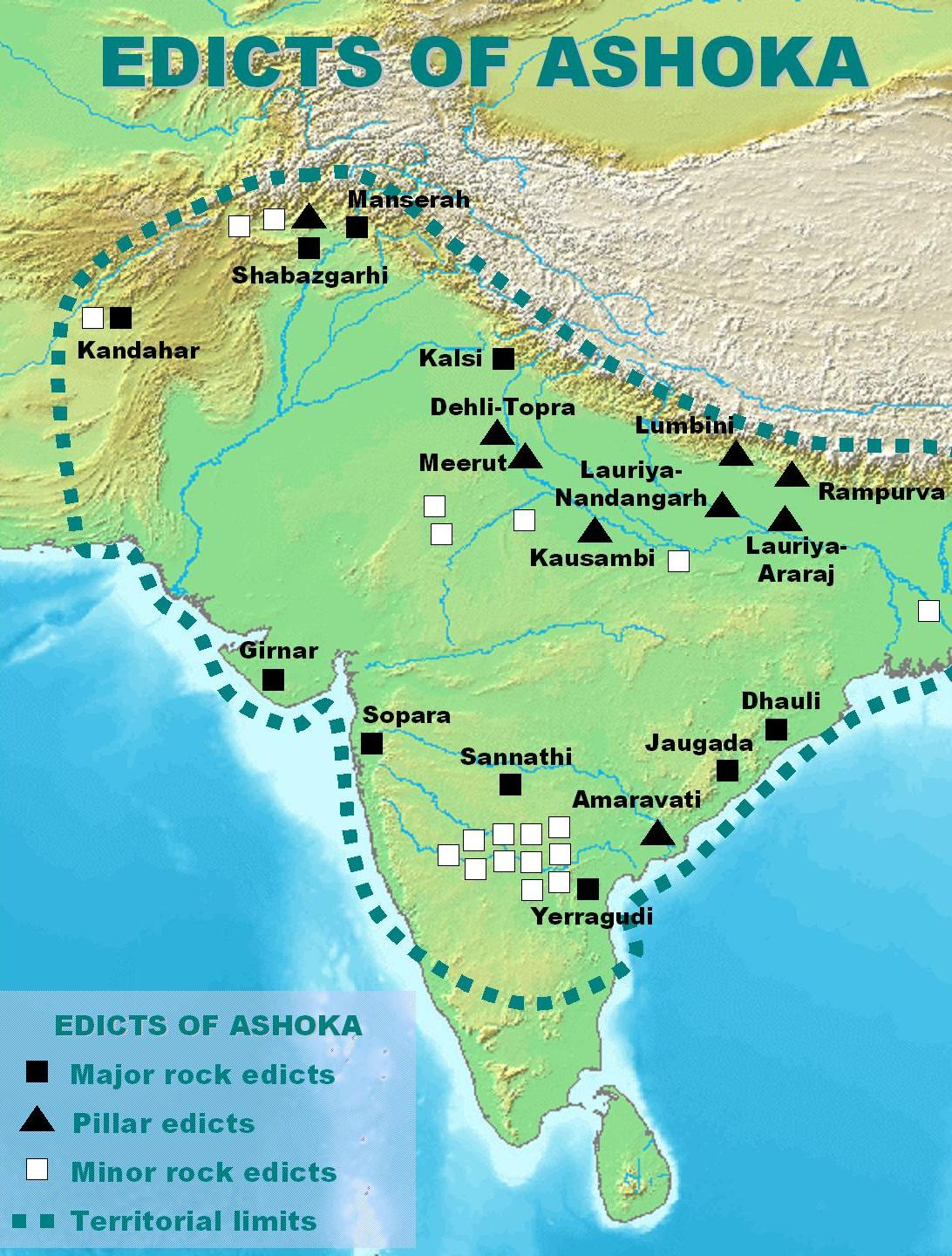
Distribuzione dei pilastri di Ashoka lungo la GT road
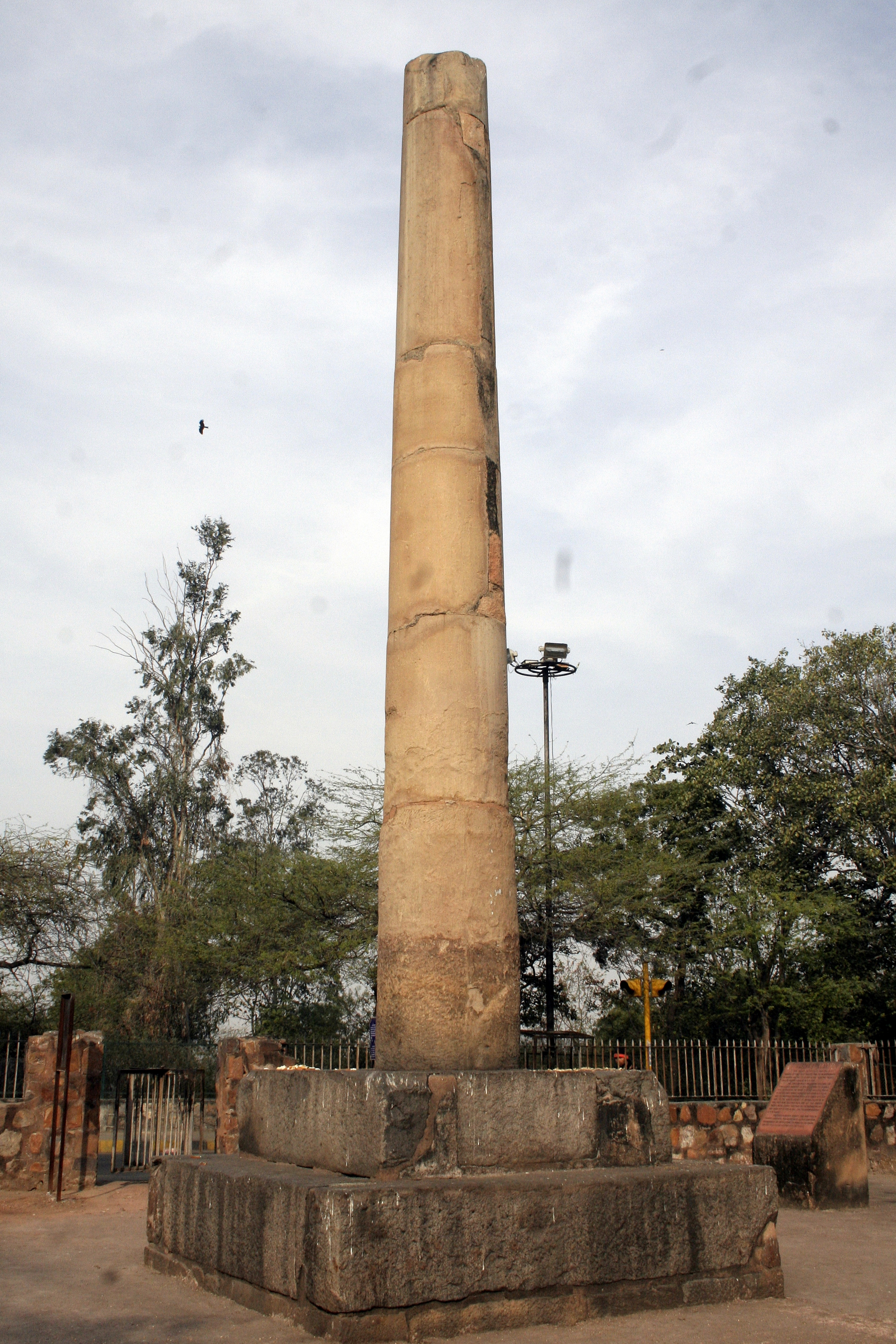
Il pilastro di Ashoka a Feroz Shah Kotla fu spostato da Topra Kalan al distretto di Yamuna Nagar
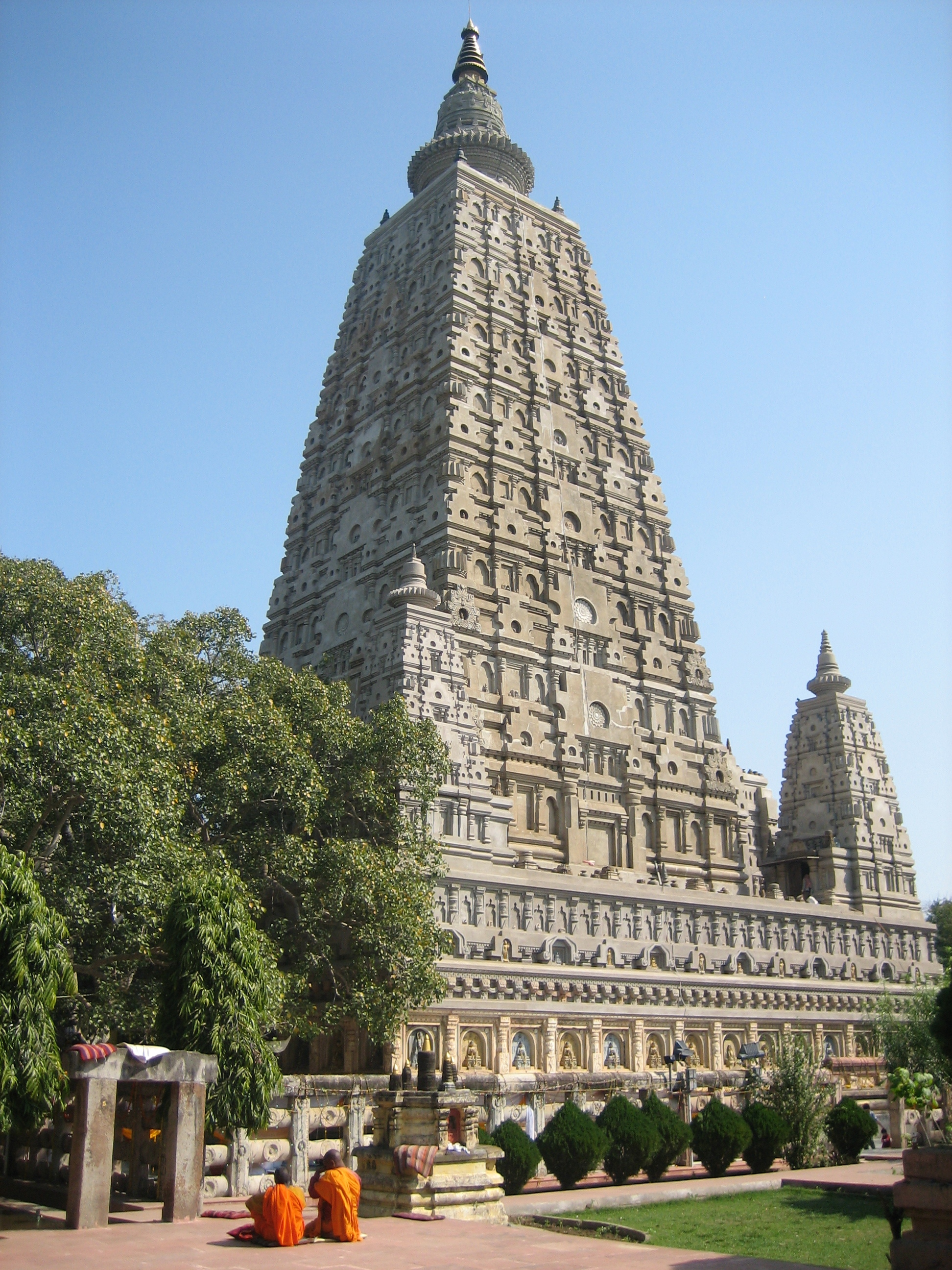
Tempio di Mahabodhi dell'era Kusana a Bodh Gaya, lungo la GT road
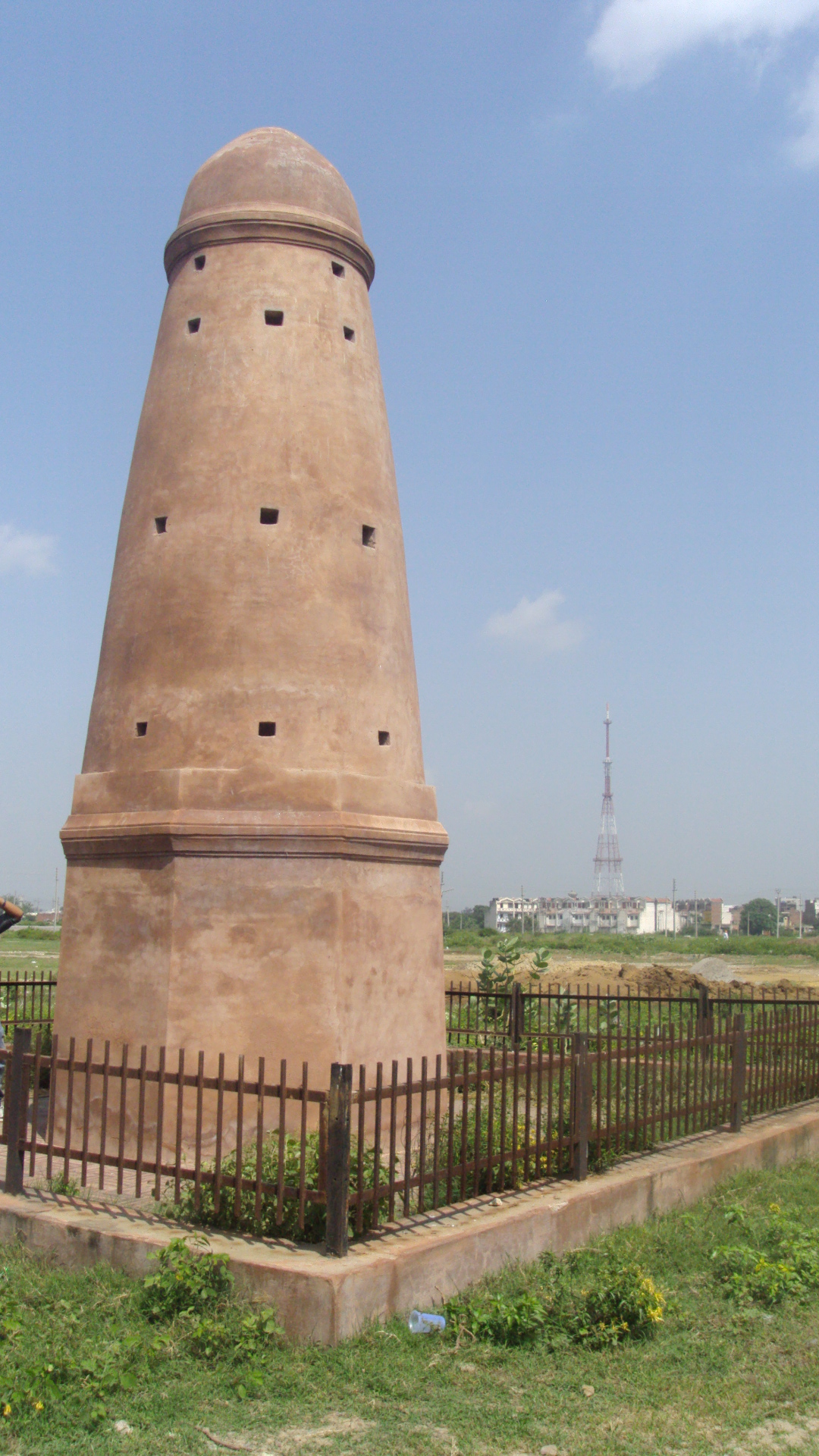
Kos Minar dell'era Mughal lungo la GT road a Taraori nel distretto di Karnal
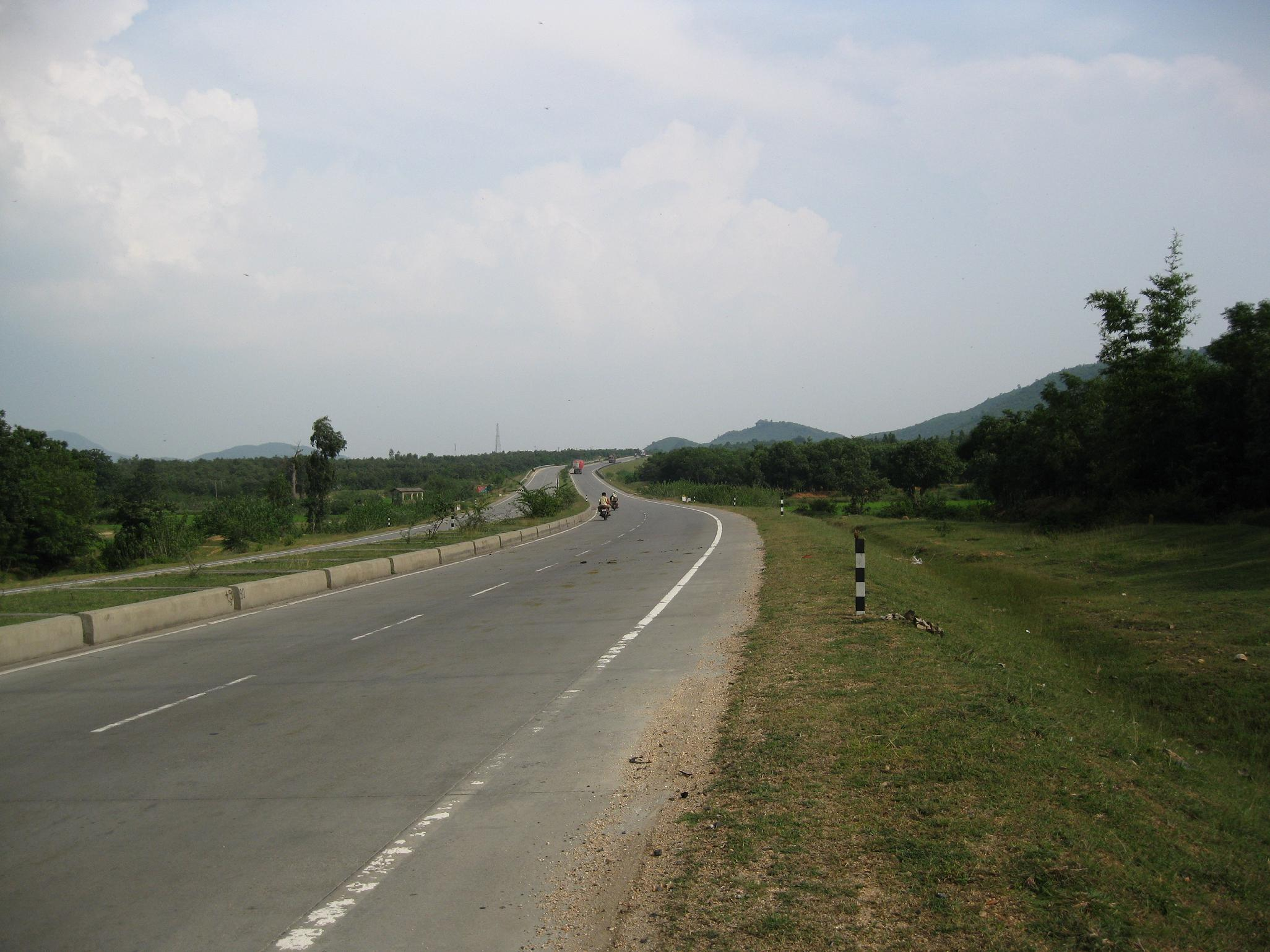
La GT Road presso Barhi, Jharkhand, India.
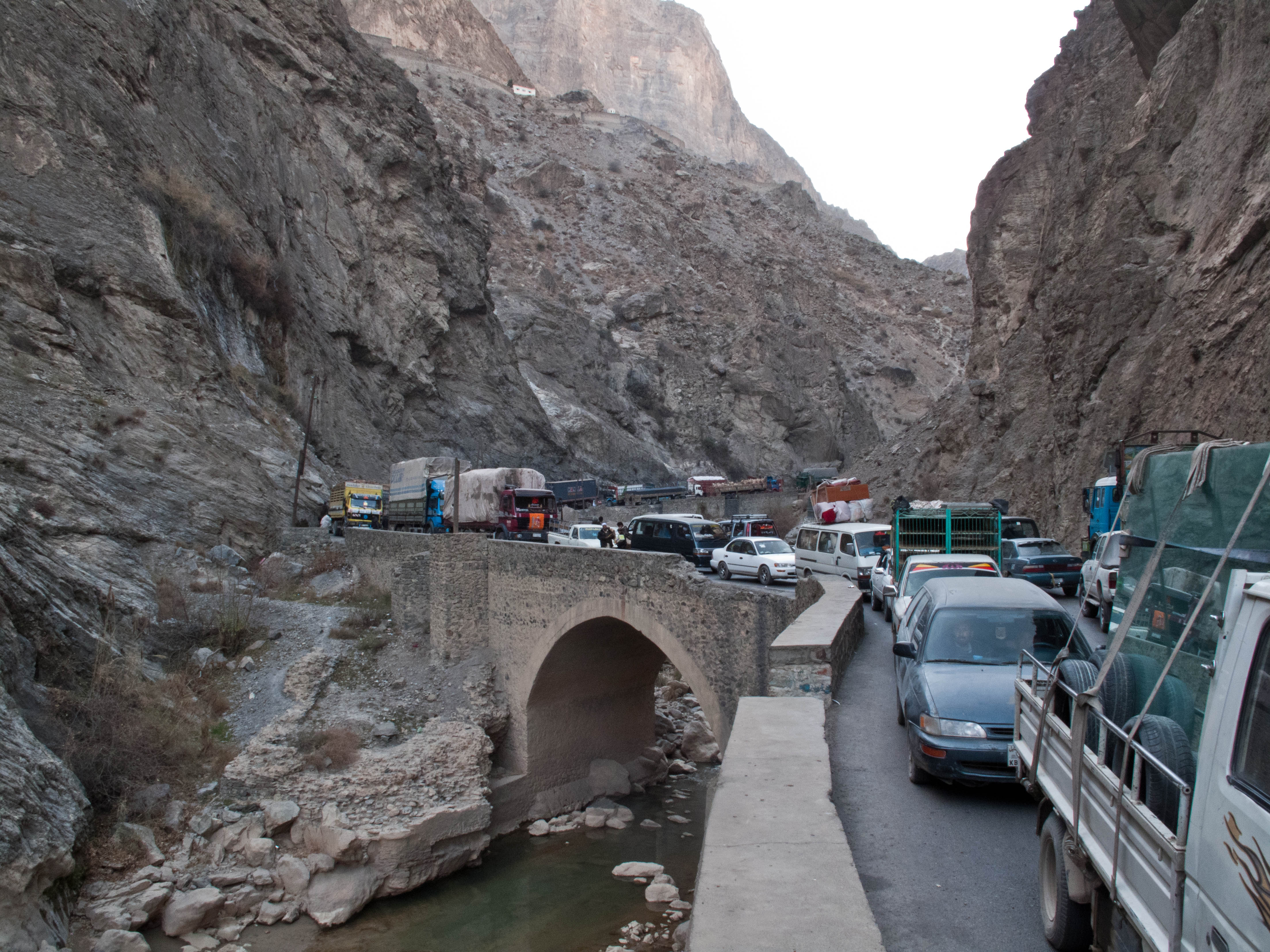
Il tratto Jalalabad–Kabul, Afghanistan, è il più occidentale, e più pericoloso, tratto della GT Road
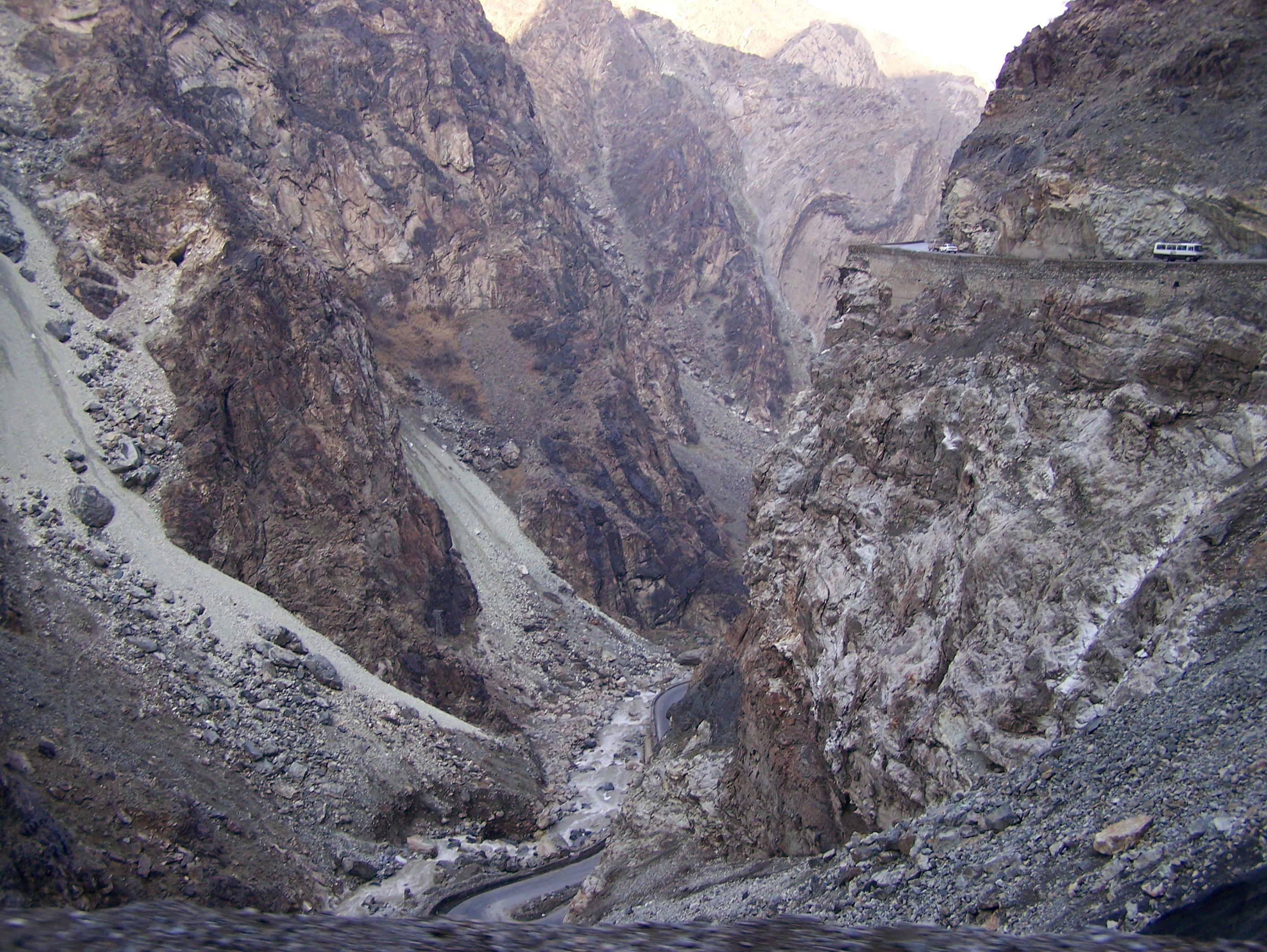
Passo montuoso sull'autostrada Kabul-Jalalabad
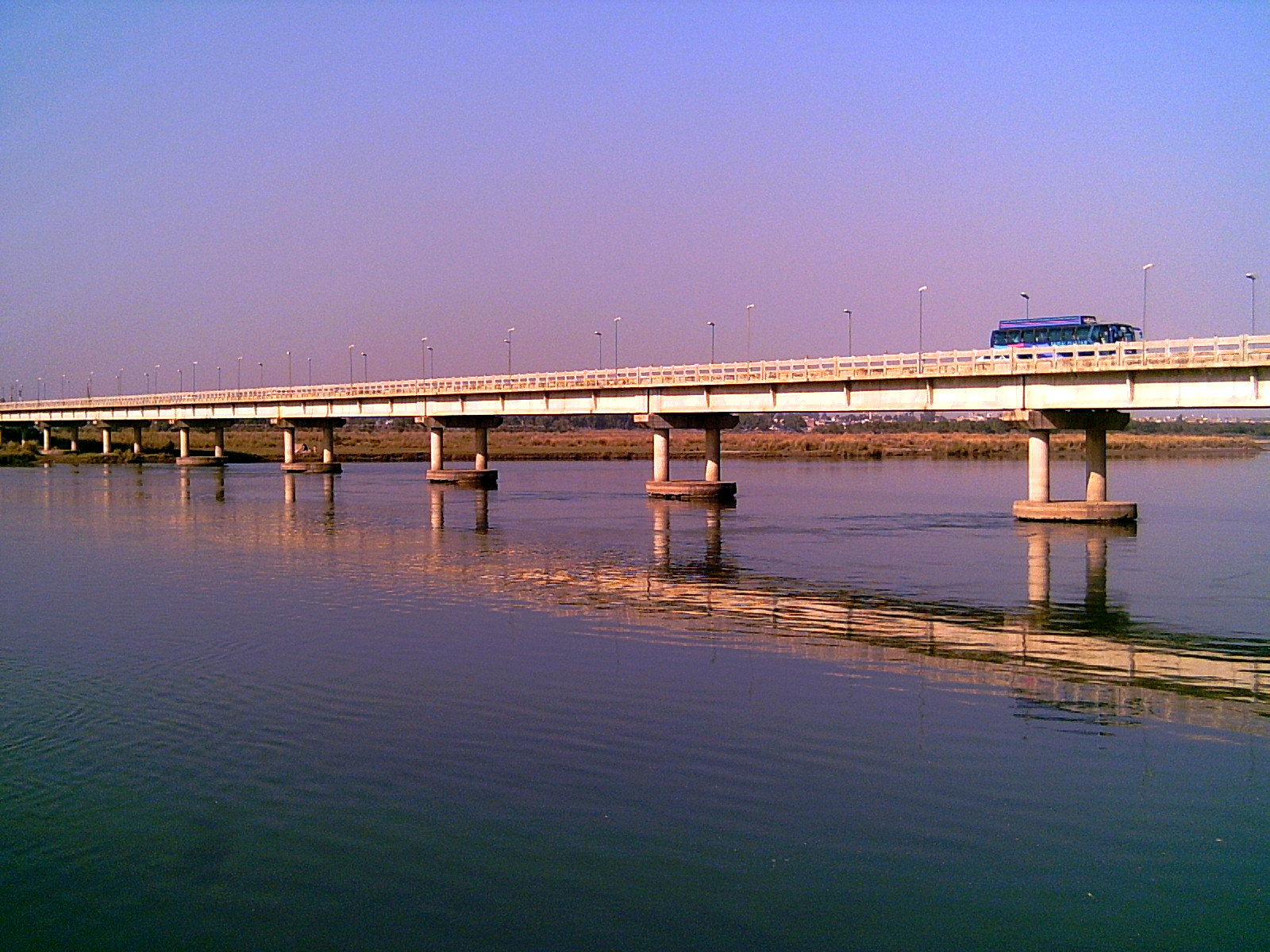
GT Road sul fiume Jhelum in Pakistan.
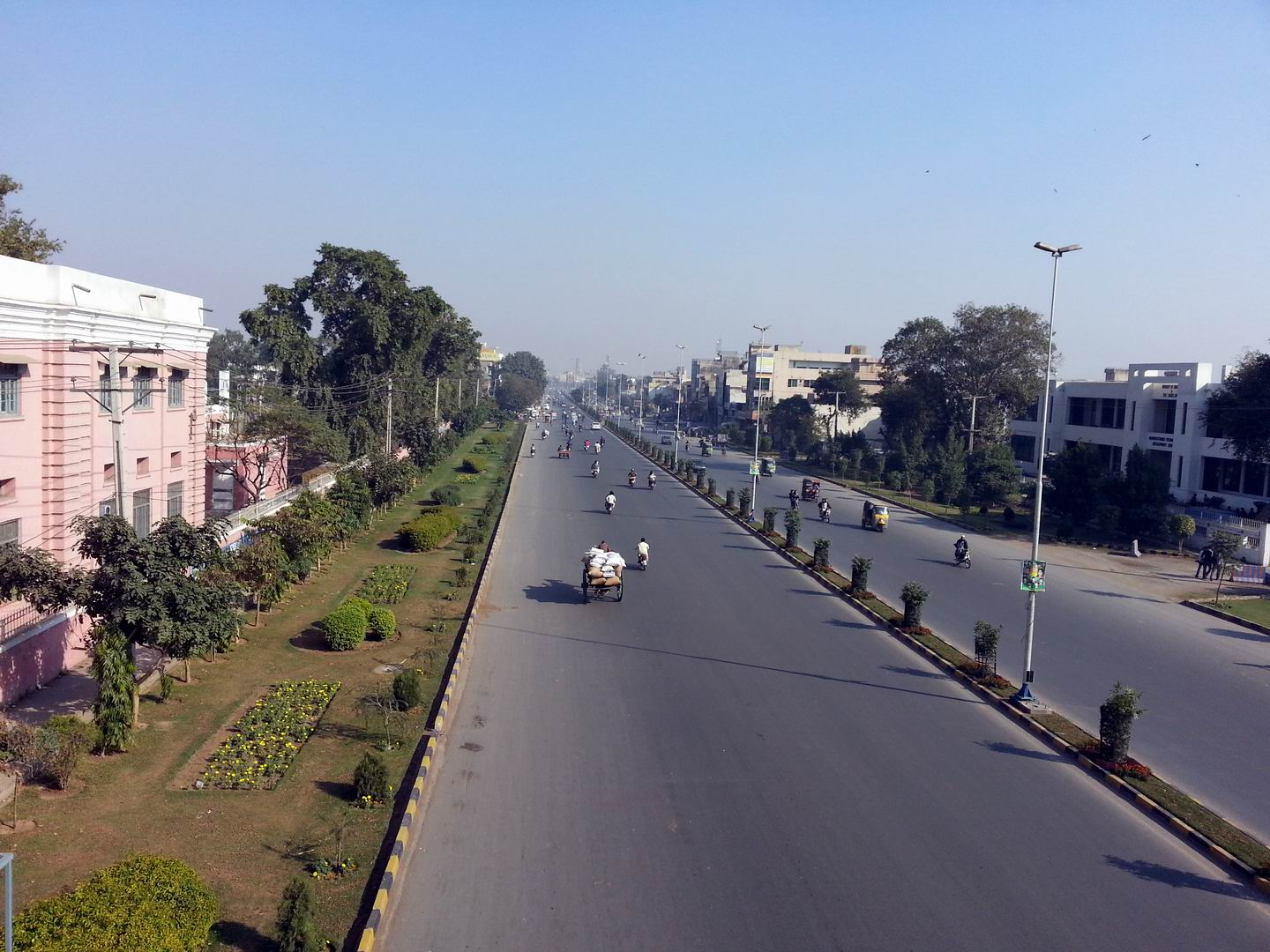
G.T. Road a Lahore
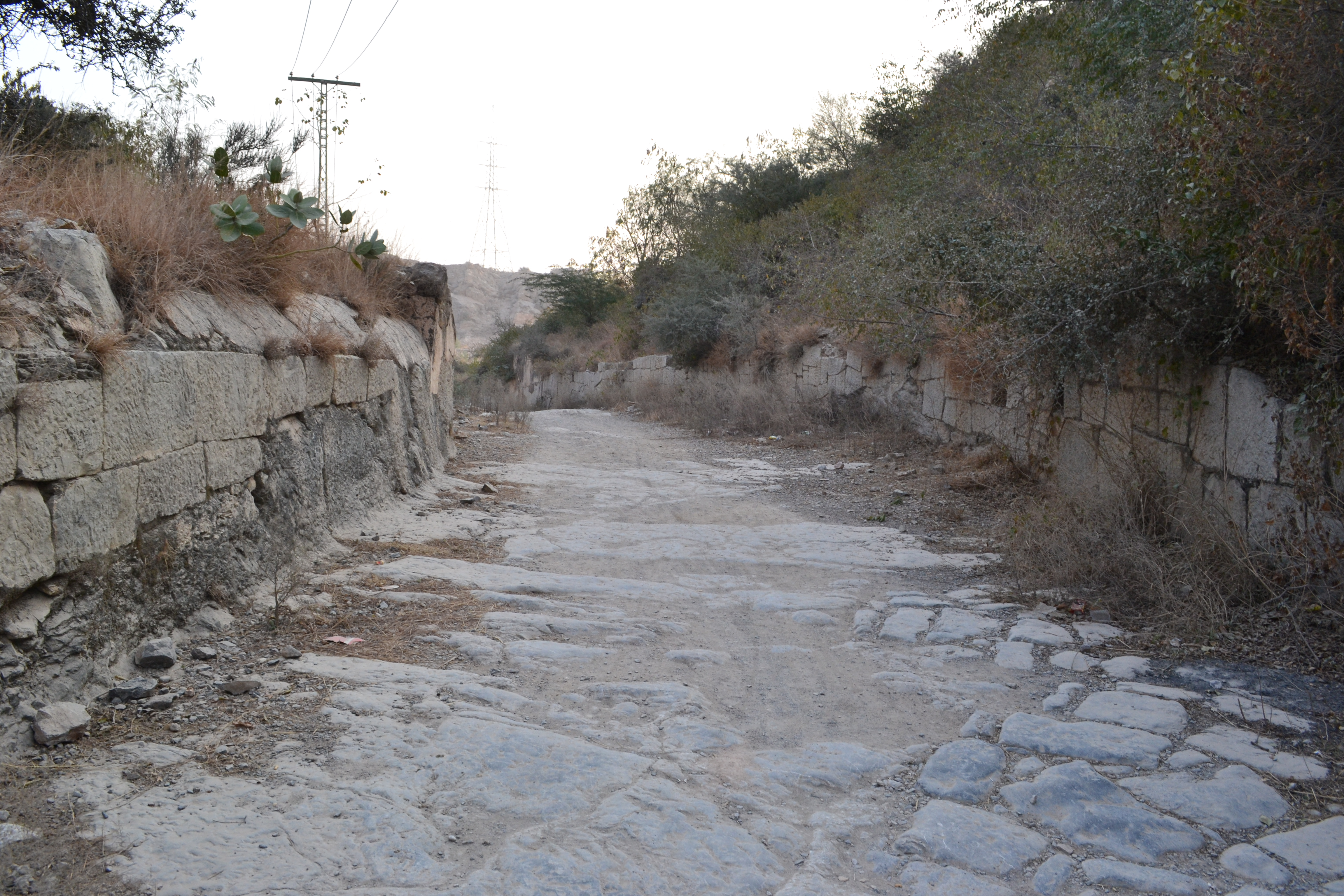
Tratto originale della GT Road attraverso le Margalla Hills verso i Monti Kala Chitta
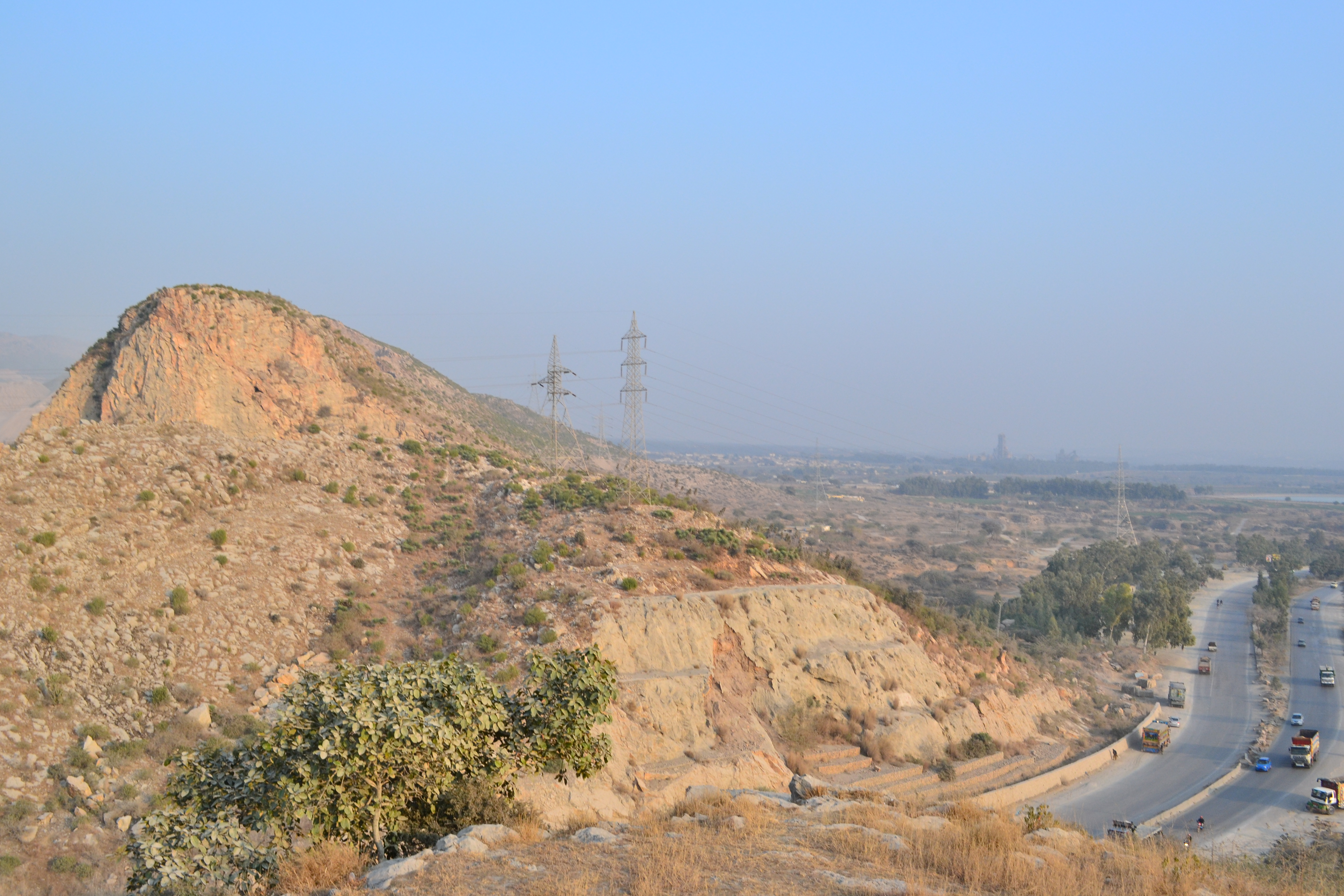
Nuovo tracciato della GT Road, passante dal punto più occidentale delle Margalla Hills, vicino a Islamabad, verso i Monti Kala Chitta